# Eugène Galien-Laloue

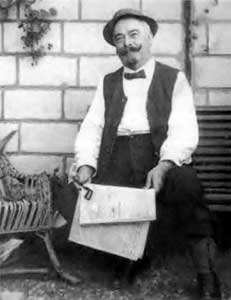
Eugène Galien-Laloue um 1920

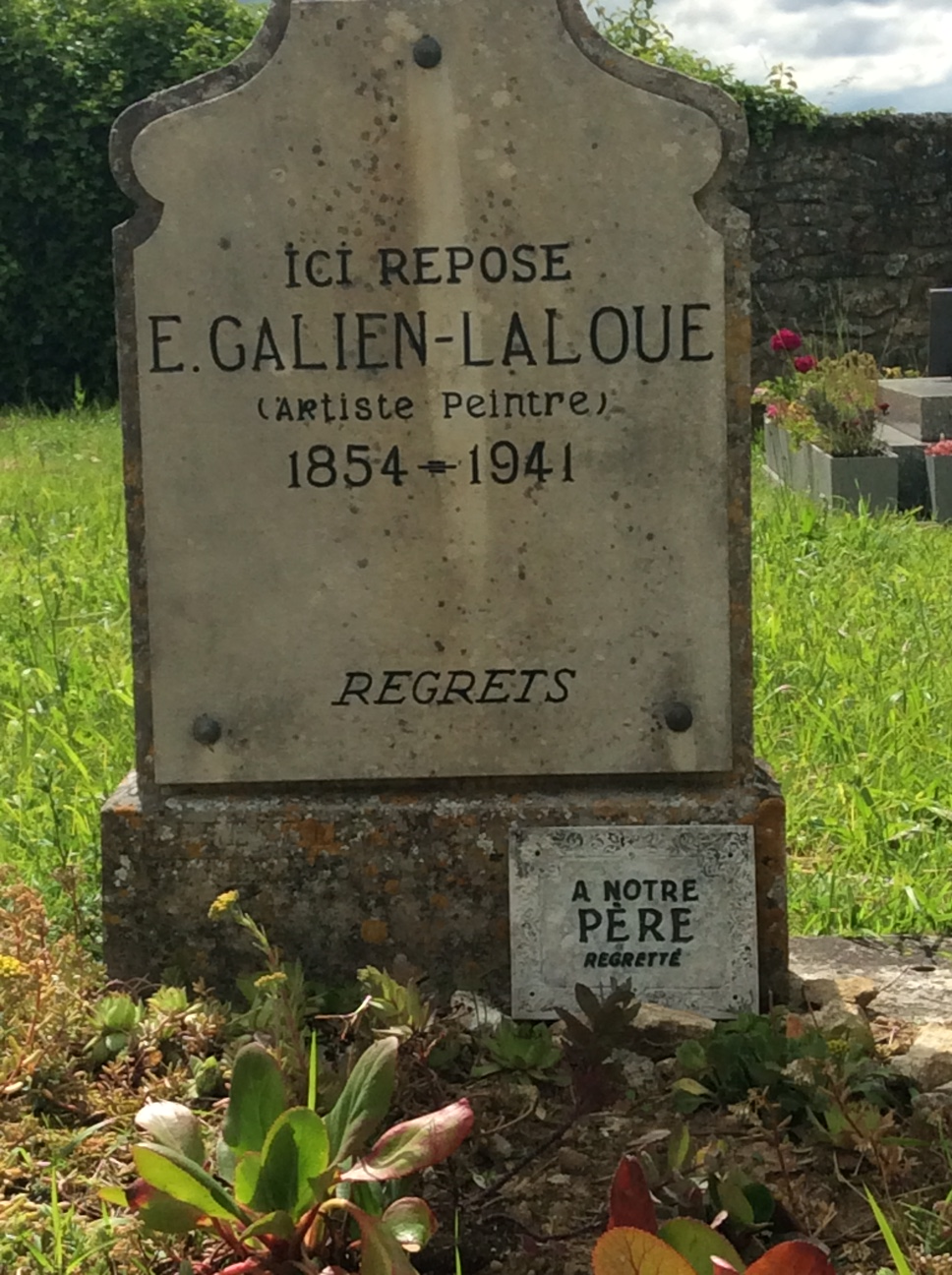
Grab von Eugène Galien-Laloue auf dem Friedhof von Chérence

Eugène Galien-Laloue, eigentlich Eugène Gallien Laloue (* 11. Dezember 1854 in Paris; † 18. April 1941 in Chérence, Département Val-d’Oise) war ein französischer Maler, der besonders für seine Pariser Straßenszenen aus der Zeit der Belle Epoque bekannt ist. Unter seinem richtigen Namen war er vertraglich an eine Galerie gebunden, darum benutzte er für weitere Arbeiten die Pseudonyme M. Dumoutier, Eugène Dupuy, Léon Dupuy, Eugène Galiany, M. Juliany, Eugène Lemaître, Maurice Lenris, Jacques Liévin und Dumotin & A. Languinais.

## Leben
Galien-Laloue war der älteste Sohn des Theatermalers Charles Laloue († 1870) und dessen Ehefrau Marie Lambert. Er wurde, wie auch seine acht Brüder, in Montmartre geboren und in der Pfarrkirche St-Pierre getauft. Als 1870 sein Vater starb, musste Galien-Laloue als Schreiber bei einem Notar arbeiten, da die große Familie auf diese Einnahmen angewiesen war.
Um dieser ungeliebten Arbeit zu entkommen, trat Galien-Laloue unter falscher Altersangabe als Freiwilliger in die Armee ein und nahm am Deutsch-Französischen Krieg teil. Nach dem Frieden von Frankfurt kehrte Galien-Laloue im Mai 1871 nach Paris zurück. Er bekam eine Anstellung als technischer Zeichner bei der Société nationale du chemins de fer français (SNCF). Dadurch entdeckte er für sich auch die ländliche Umgebung von Paris und es entstanden dabei erste künstlerische Skizzen.
1874 und 1875 unternahm Galien-Laloue zusammen mit Charles Jacque längere Wanderungen zum und durch den Wald von Fontainebleau, wo nicht nur Skizzen und Vorstudien für spätere Bilder entstanden, sondern beide auch plein air malten. In Montmartre hatte Galien-Laloue schon früh Interesse an der Künstlerkolonie Les Fusains und durch diese Kontakte konnte er 1876 an einer Ausstellung mitwirken.
In Montmartre heiratete Galien-Laloue 1874 Flore Bardin (1861–1887), mit der er einen Sohn hatte, Fernand (* 1880). Fünf Jahre nach dem Tod seiner Ehefrau heiratete er in zweiter Ehe 1892 eine Schwester seiner Ehefrau, Ernestine Bardin († 1925) und hatte mit ihr eine Tochter, Flore Marie (* 1893). Wiederum fünf Jahre nach dem Tod seiner zweiten Ehefrau heiratete Galien-Laloue 1930 die dritte Schwester, Claire Bardin († 1933).
Galien-Laloue war bis ins hohe Alter als Maler tätig und führte sein Atelier in Montmartre, bestritt aber keine Ausstellungen mehr. Nach der deutschen Besetzung Frankreichs im Zweiten Weltkrieg gab er sein Atelier auf und zog zu seiner Tochter Flore. Als er 1940 der Schlacht um Paris wegen die Stadt verlassen musste, brach er sich unterwegs einen Arm und konnte seitdem nicht mehr malen. Im Jahr darauf starb er im Sommerhaus seiner Tochter in Chérence und fand dort auch seine letzte Ruhestätte.

## Rezeption

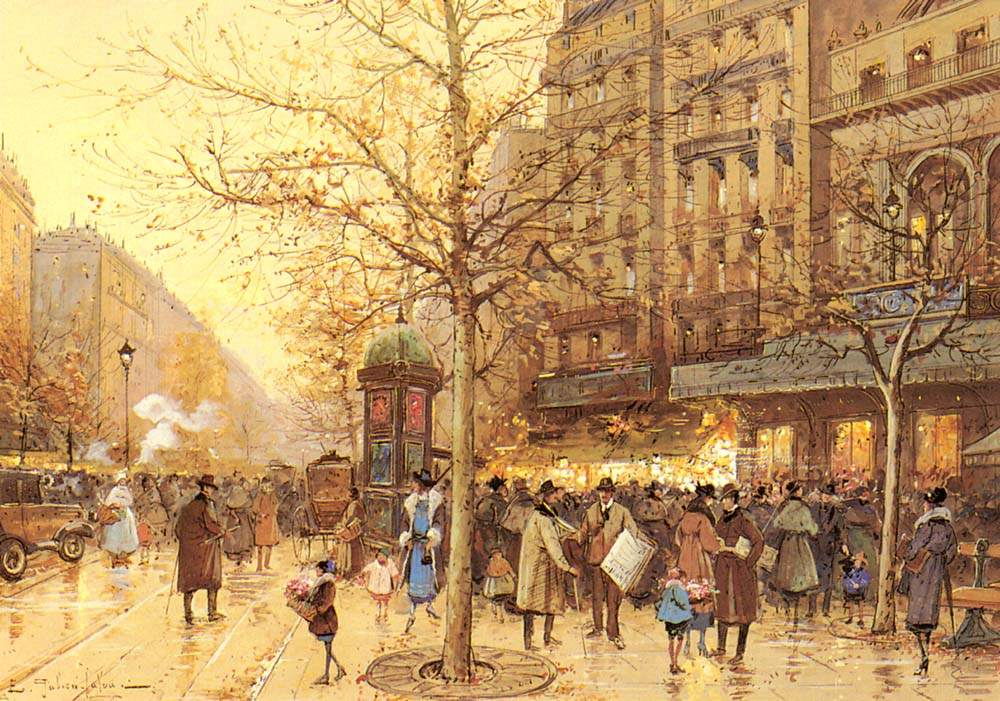
Pariser Straßenszene

Galien-Laloue wird besonders für seine Straßenszenen aus dem quirligen Paris der Belle Epoque geschätzt, Bilder, die nicht nur künstlerischen, sondern auch dokumentarischen Wert haben. Diese Pariser Szenen wurden meist kleinformatig in Gouache gemalt und waren bereits zu seinen Lebzeiten sehr beliebt, auch bei britischen und amerikanischen Käufern.
Daneben malte Galien-Laloue auch ländliche Szenen, vor allem Flusslandschaften und Dorfansichten. Ein Katalog über sein Gesamtwerk ist in Arbeit; der erste Band ist 1999 erschienen. Auf Auktionen werden für Galien-Laloues Gemälde mittlerweile vier- bis fünfstellige Summen erzielt.

## Werke (Auswahl)
- Bateaux au port.
- Les grands boulevards.
- Les quais à Paris.
- Fermière en bord de rivière.
- La Seine à Paris.
- Trocadéro à Paris.
- La chambre des députés à Paris.
- Boulevard bonne nouvelle à Paris.
- Vue animée de Paris.
- La place de la république.